# Белый колодец
Белый колодец — один из действующих рудников Латненского месторождения глин, эксплуатируется с 1982 года.
Располагается в Семилукском районе в 8 км по трассе А144 от города Воронеж.
Права на добычу и реализацию полезных ископаемых принадлежит компании ОАО «Воронежское рудоуправление». Имеется канатная дорога с вагонетками.